# Gamla Uppsala museum
Gamla Uppsala museum är ett historiskt museum i Gamla Uppsala som presenterar platsens historia och kulturmiljöer. Gamla Uppsala museum invigdes 2000 under namnet Gamla Uppsala historiskt centrum och drevs av Riksantikvarieämbetet. Sedan 2022 drivs museet av Upplandsmuseet under namnet Gamla Uppsala museum.

## Museet

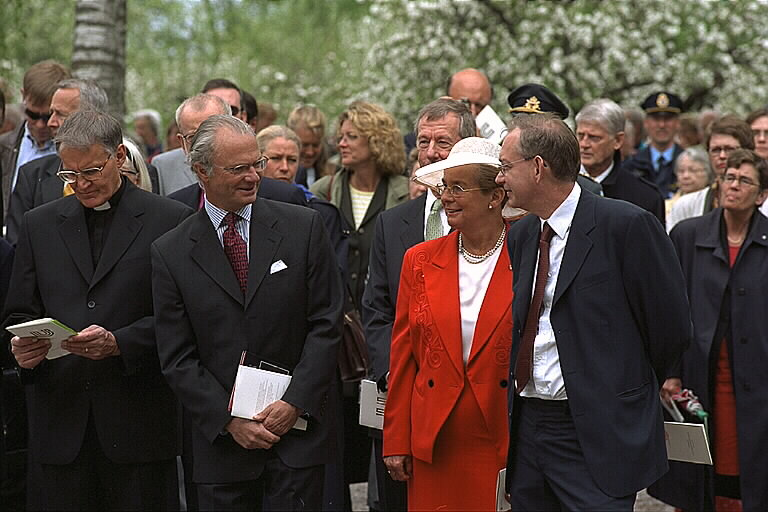
Invigningen den 18 maj 2000.

Byggnaden ritades av arkitekt Carl Nyrén och invigdes under festliga former den 18 maj 2000 av kung Carl XVI Gustaf. Huset har två plan ovan mark och en byggnadsyta på 1 200 m², varav 750 m² utställningsyta. Den är 22 meter lång och 14 meter hög och har en oval form med spetsiga ändar som påminner om ett vikingaskepp. Exteriören är av obehandlad ekpanel och på taket finns falbräder (takbräder med kälspår, frästa eller hyvlade spår, kallas också vattrännor/vattenränder). Byggnaden ligger i sydöstra kanten av Gamla Uppsala fornlämningsområde och erbjuder en storslagen utsikt över området via ett stort fönsterparti.
I museet utställs och förvaras fynd från de arkeologiska utgrävningarna som genomfördes vid olika tider på området. De berättar om stor makt och långväga kontakter. Bland fynden märks ett granatprydd svärd, spelpjäser av elfenben och värdefulla guldsmidesarbeten. I museet finns också föremål från båtgravfältet i Vendel och Valsgärde. Museets ambition är även att bjuda besökaren in till eftertanke och diskussioner om forntiden i allmänhet och Gamla Uppsala i synnerhet. Utställningens historiska ram slutar år 1164 när kristendomen etableras och Gamla Uppsala blir den nya religionens centrum.
År 2022 lämnade Riksantikvarieämbetet över ansvaret för driften av museet till Region Uppsala, och det blev därigenom en del av Upplandsmuseets verksamhet.

## Bildgalleri

Museibyggnaden
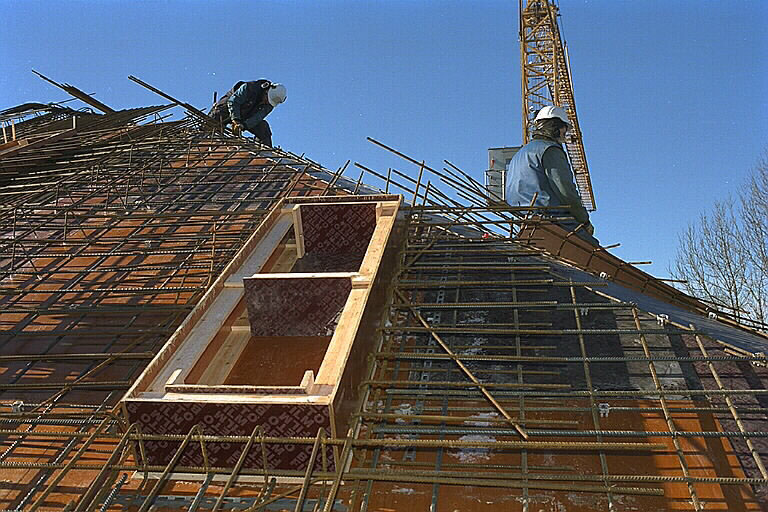
Museet under uppförande, februari 1999
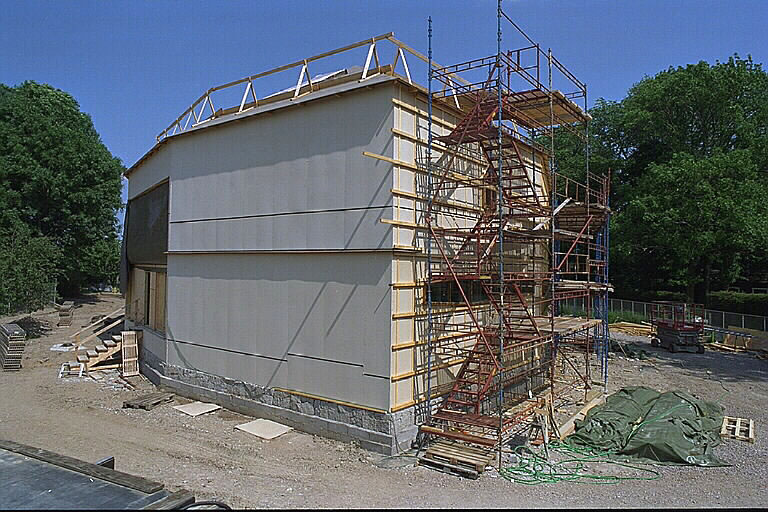
Museet under uppförande, maj 1999
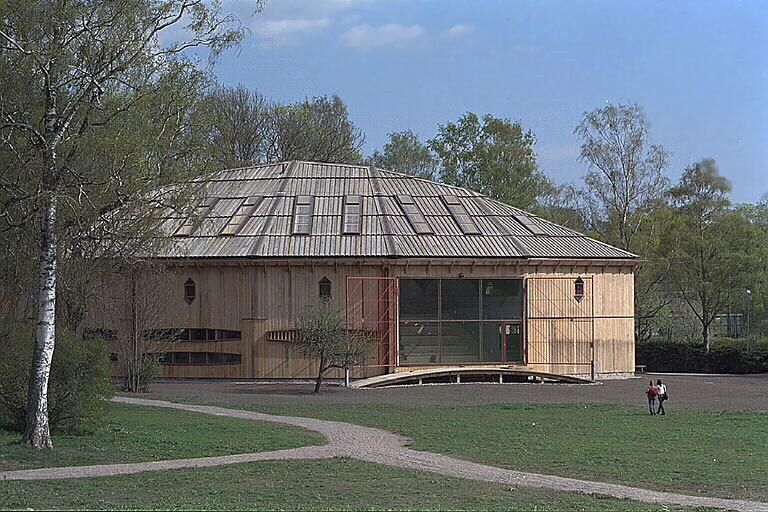
Byggnaden i maj 2000
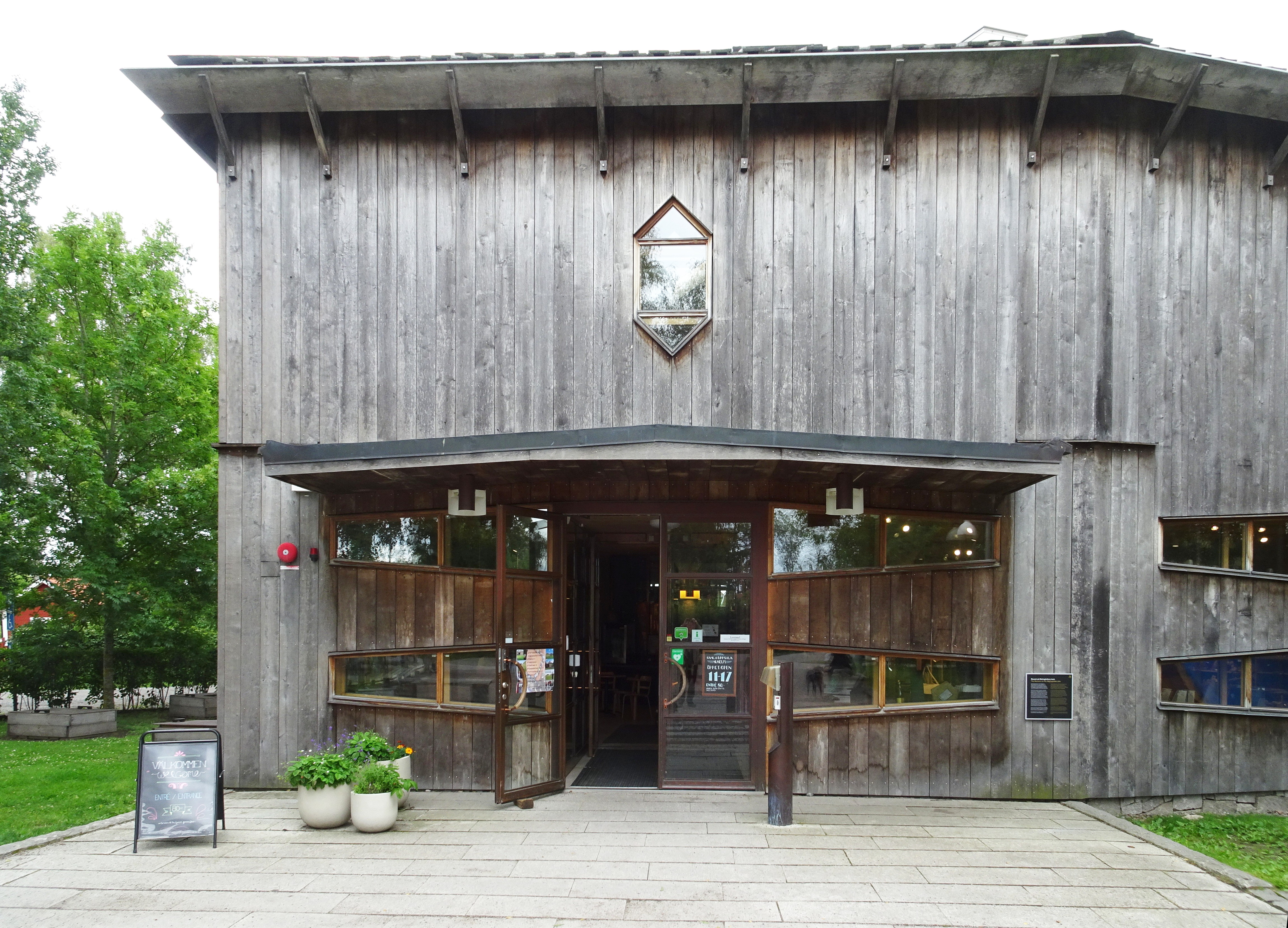
Entrén i juli 2019.

Utställning och interiör
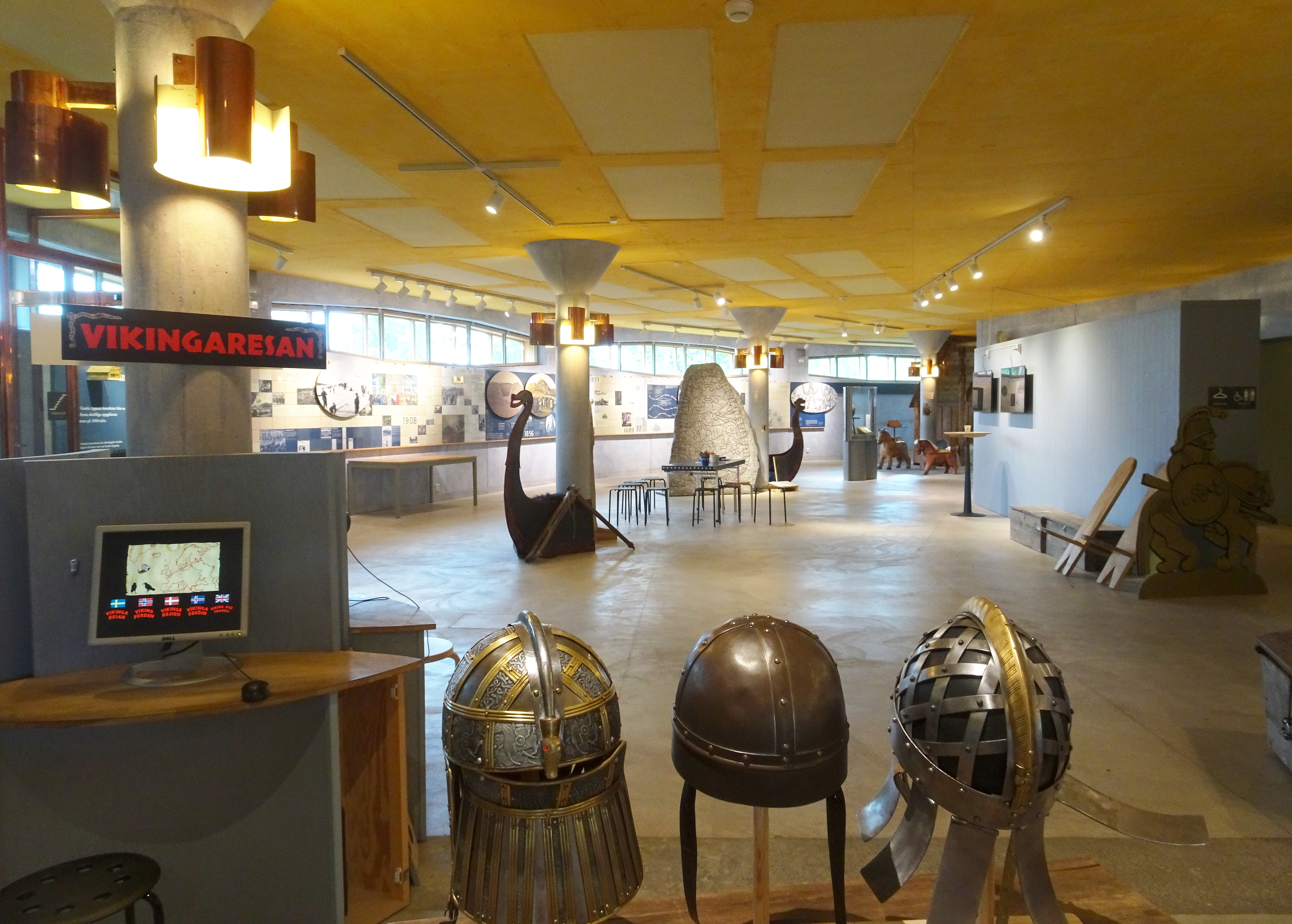
Bottenvåning
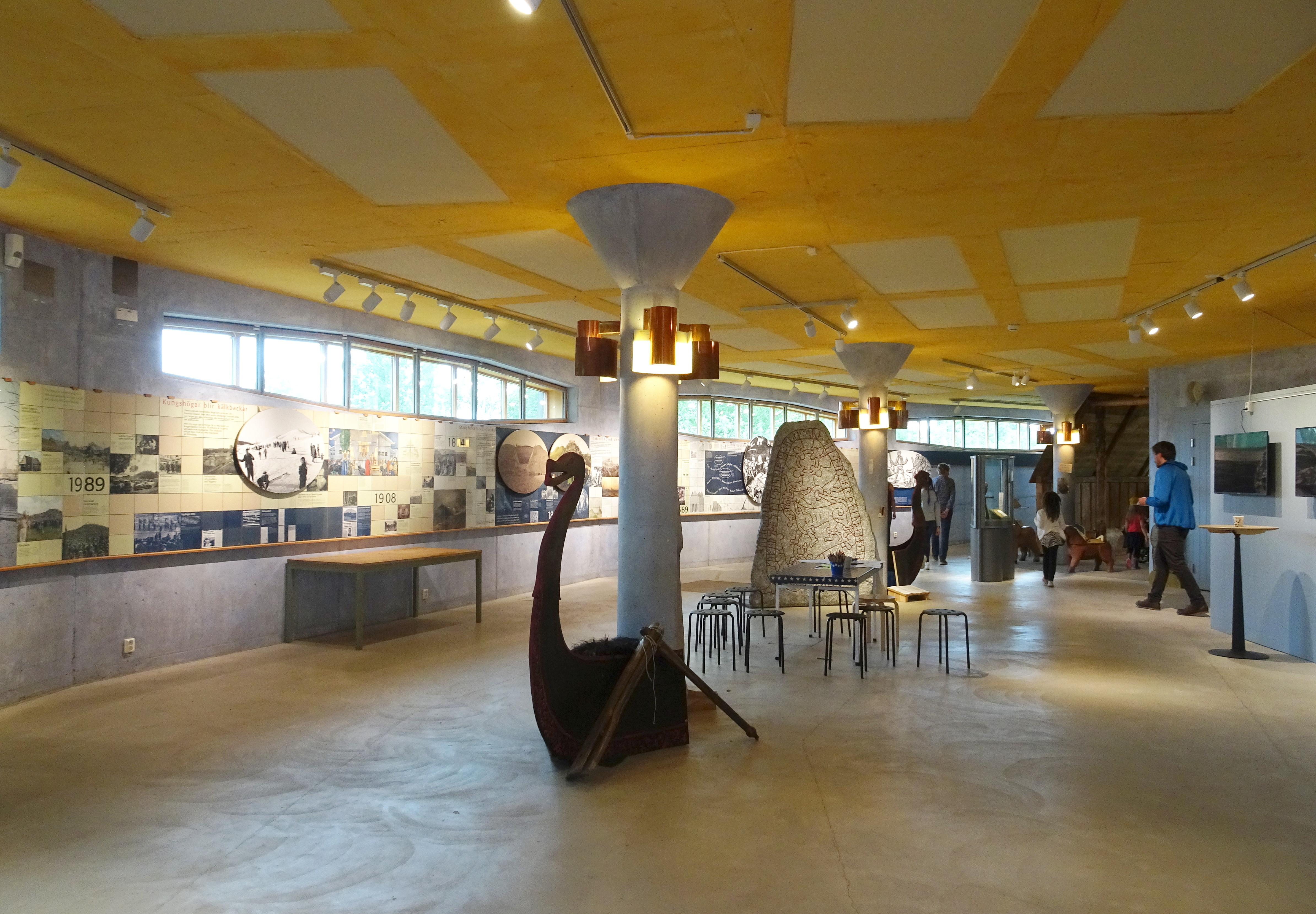
Bottenvåning
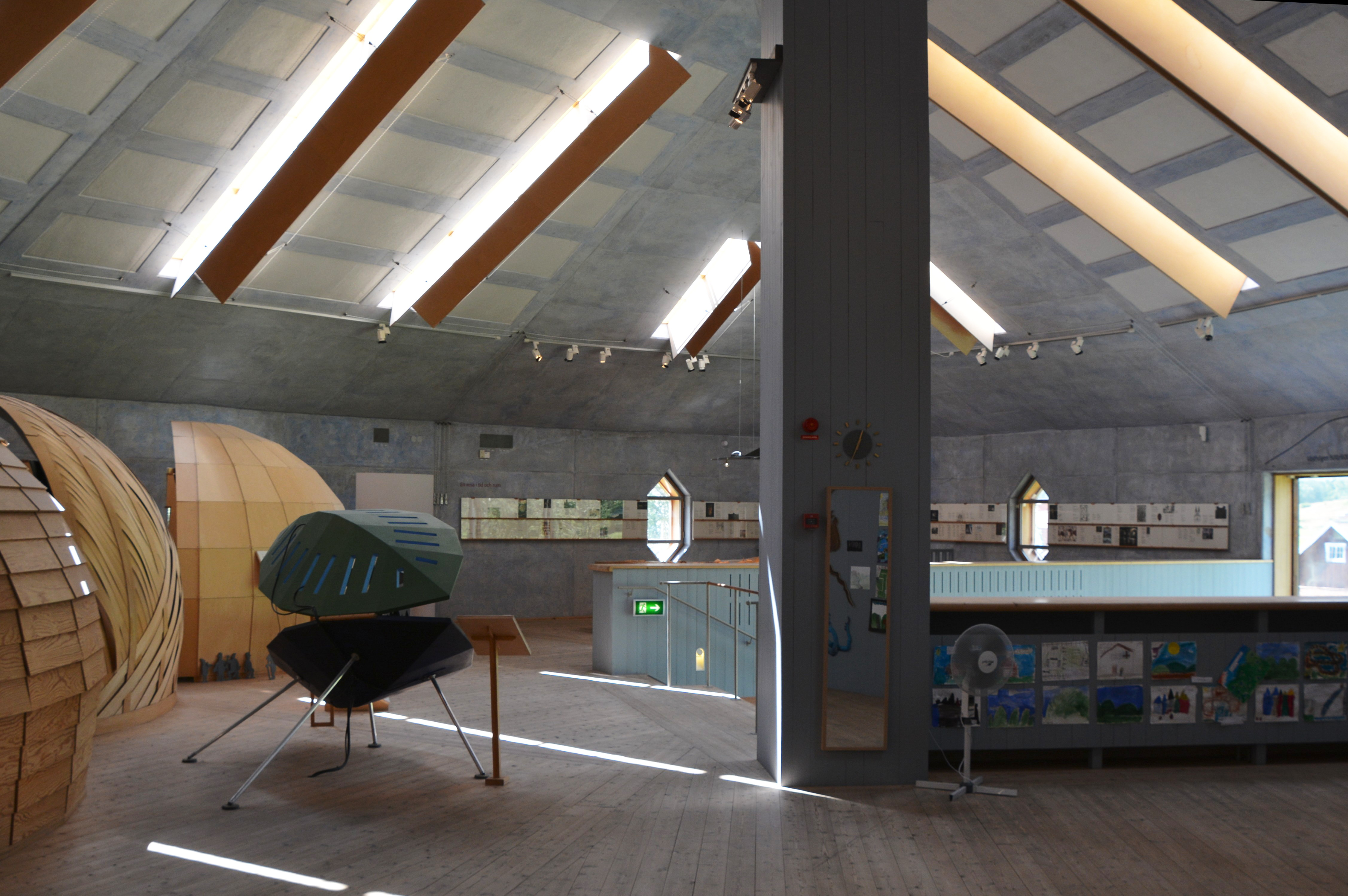
Övervåningen
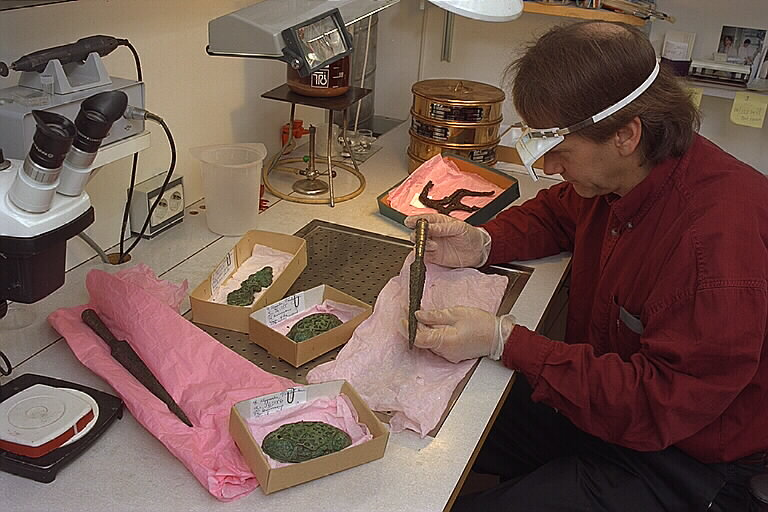
Konservator jobbar med ett föremål till utställningen